# 엘웬 롤런즈
엘웬 롤런즈(Elwen Rowlands)는 영국 웨일스의 텔레비전 스크립트 에디터이다. 롤런즈는 웨일스에서 태어나 학교를 졸업한 뒤 잠시 뉴욕 시에 거주했는데, 그곳에서 얼마간 웨이트리스로 일한 후 한 텔레비전 후반 작업 회사에서 접대원으로 취직했다. 일을 쉬는 동안 회사에서 에디터 자리에 있기도 했던 그녀는 편집과정과 그 과정이 어떻게 줄거리를 같이 가져오는지에 대해 매료되었다.
영국으로 돌아온 뒤에는 대학에 다녔고, 졸업한 후 제작 보조로 일자리를 얻었다. 그런 뒤 그녀는 채널 4의 다큐멘터리 《맥리벨》 (1998)에서 조사원으로 일을 했고, 《ER》과 《에인절》 같은 미국 프로그램을 수입하는 방송국 내 취득부로 자리를 옮겨 일했다. 그곳에서 그녀의 일은 에피소드들을 영국의 상업 텔레비전 조정단체인 독립텔레비전위원회의 지침을 확실히 준수하도록 상영하는 것이었다.
텔레비전 제작팀 쪽에 더 가까운 일을 하고 싶다고 결심한 그녀는 채널 4 드라마부로 자리를 옮겨 스트립트 리더가 되었다. 그런 뒤 그녀는 채널 4의 영화 제작지부인 필름포에서 기획 보조원으로 잠시 일했다. 2002년 그녀는 BBC 웨일스로 직장을 옮겨 스크립트 에디터가 되었고, 《퍼스트 디그리》와 2004년 새해에 BBC One에서 방영된 고전 어린이 소설의 각색 드라마 《캐리스 워》를 비롯한 다양한 프로그램 제작에서 신임을 얻게 되었다.
이후 2004년 그녀는 부활한 공상과학 드라마 시리즈 《닥터 후》의 첫번째 시즌에서 두 스크립트 에디터 중 한 명으로 작업을 시작했다. 첫 드라마가 성공을 거두고 끝마친 후 그녀는 프로그램을 떠나 쿠도스 필름 앤 텔레비전에서 단독으로 BBC 웨일스에게 제작해준 새로운 공상과학/범죄 드라마 《라이프 온 마스》의 스크립트 에디터를 맡았다. 후자는 2006년 1월에 BBC One에서 방영을 시작했다.
롤런즈는 텔레비전 프로듀서로도 일했는데, 2006년 5월 BBC One에서 방영된 《브리프 인카운터스》의 15분짜리 단막극 〈Cake〉를 맡았다. 여기서 극본은 《닥터 후》의 스크립트 에디터로 롤런즈의 동업자이기도 한 헬렌 레이너가 맡았다. 이후 2006년 롤런즈는 진 리의 소설을 각색해 BBC Four의 디지털 텔레비전 방송에서 방영된 드라마 《카리브해의 정사》의 프로듀서를 맡았다.

## 참고 문헌
- Gallifrey Guardian Extra. "Doctor Who Magazine" 354호. 커버날짜 2004년 7월 21일.